# Charleville-Mézières
Charleville-Mézières (wymowaⓘ) – miasto i gmina w północnej Francji, w regionie Grand Est, ośrodek administracyjny departamentu Ardeny, położone nad Mozą.
Według danych na rok 1990 gminę zamieszkiwało 57 008 osób, a gęstość zaludnienia wynosiła 1813 osób/km².
W Charleville-Mézières urodził się poeta francuski Arthur Rimbaud.
Miasto posiada zabytkowy układ urbanistyczny z placem Księżycowym z XVII w.
Rozwinięty przemysł środków transportu (ciągniki rolnicze). Ponadto przemysł metalowy i przetwórstwa spożywczego.

## Galeria

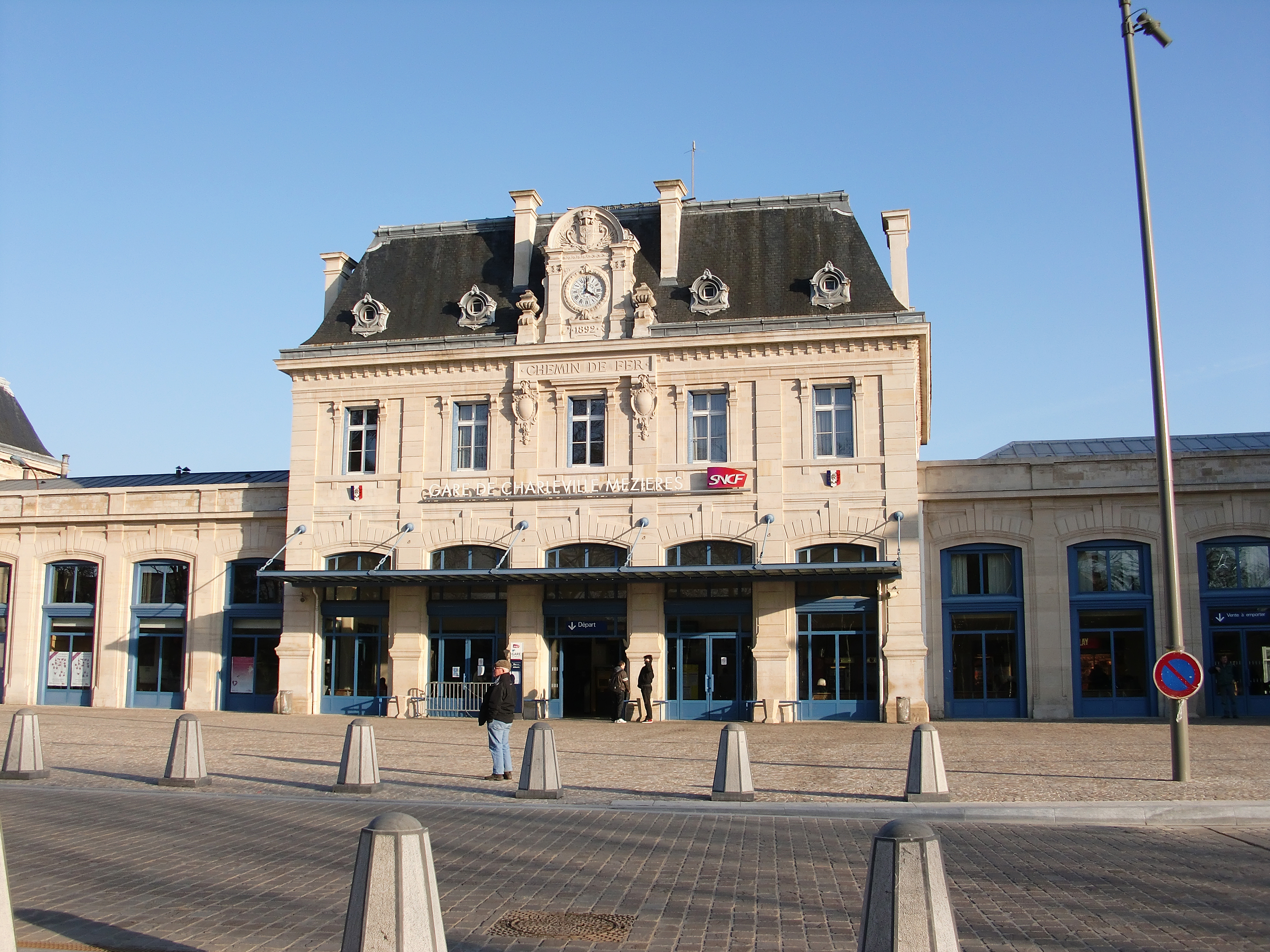
Dworzec kolejowy w Charleville-Mézières (2011)
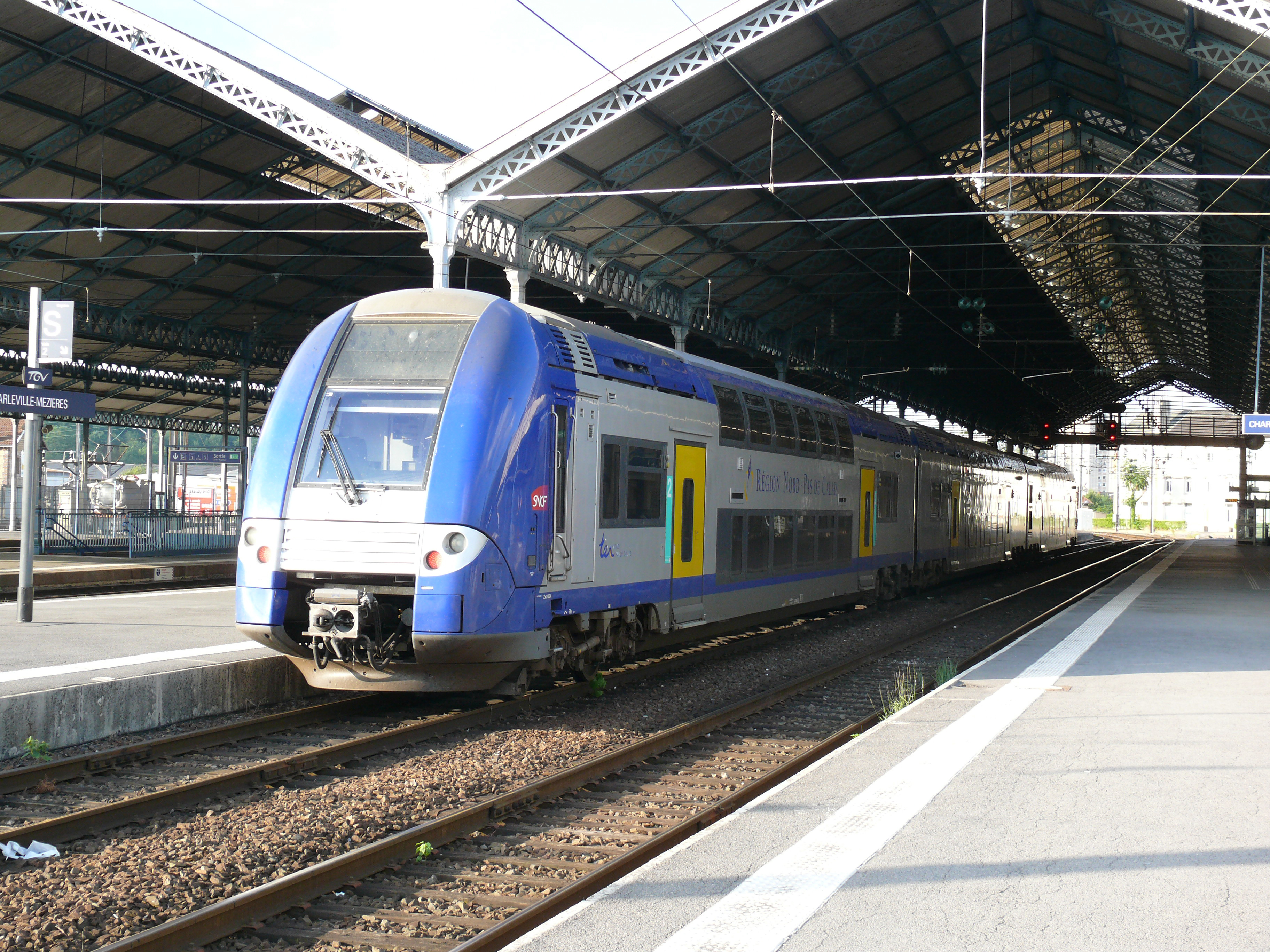
Dworzec kolejowy w Charleville-Mézières (2010)
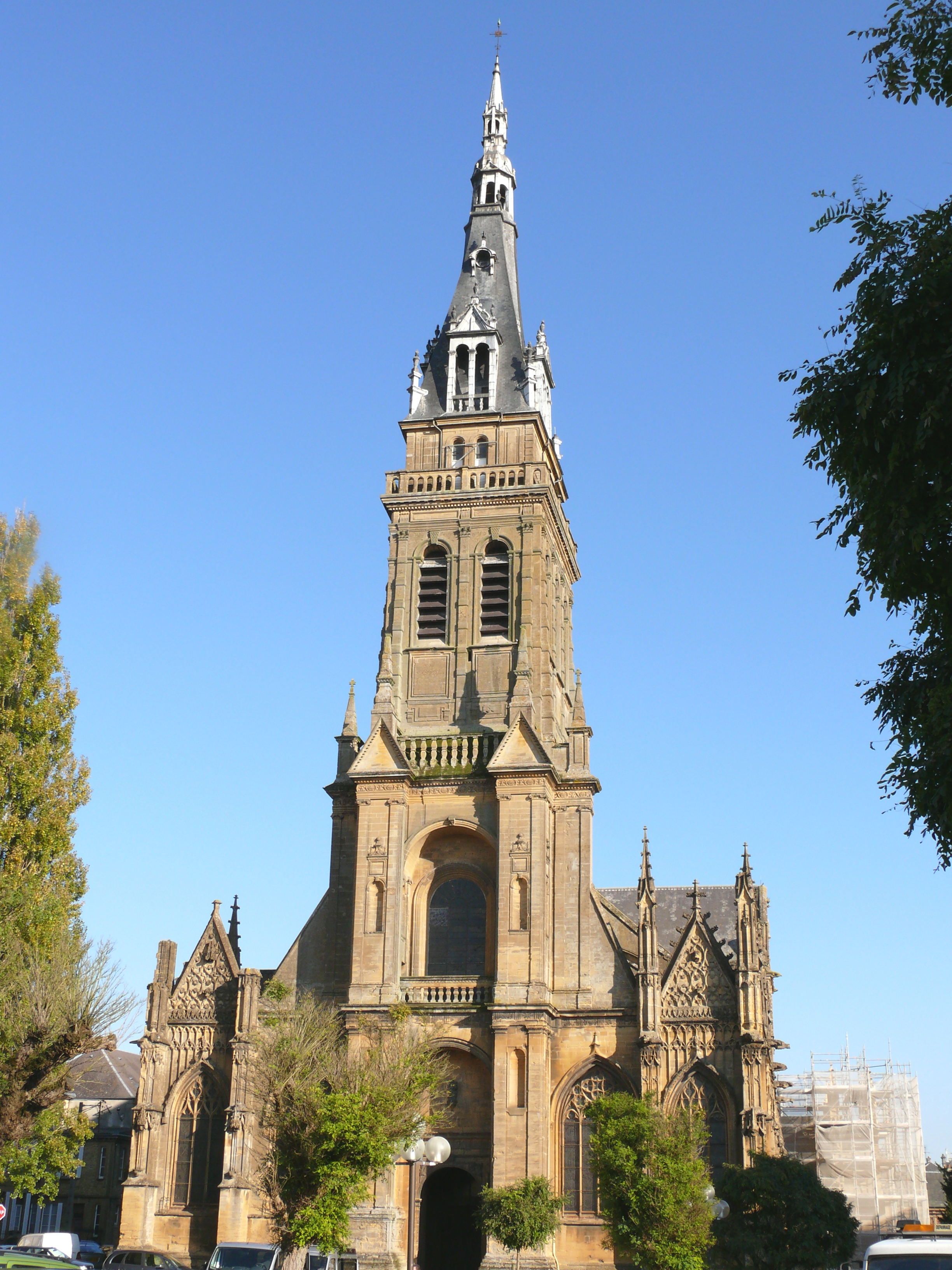
Bazylika Matki Bożej w Charleville-Mézières (2010)
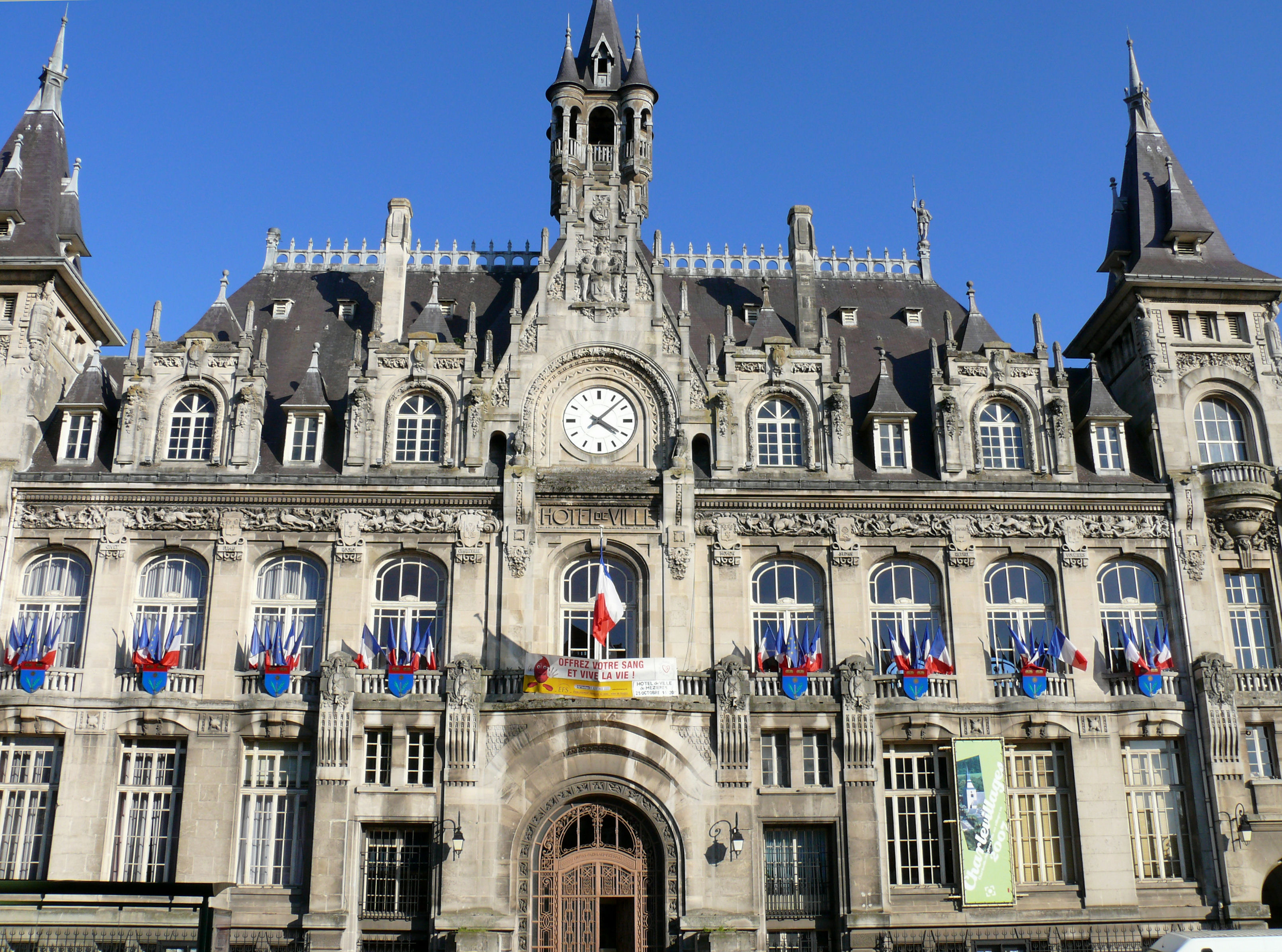
Ratusz Charleville-Mézières (2010)

## Współpraca
Miejscowości partnerskie:
- Dülmen, Niemcy
- Euskirchen, Niemcy
- Iida, Japonia
- Mantua, Włochy
- Namur, Belgia
- Nevers, Francja
- Nordhausen, Niemcy